# Атем, Аслан
Аслан Атем (тур. Aslan Atem; род.  27 июля 1992 года) — турецкий спортсмен, борец классического стиля. Этнический турок-месхетинец. Серебряный призёр чемпионата мира 2016 года. Призёр чемпионатов Европы 2016 и 2017 годов. Чемпион мира среди студентов в 2014 году. Победитель чемпионатов Европы среди кадетов в 2008 году и по юниорам в 2010 году. Бронзовый призёр чемпионата мира среди юниоров 2010 года.